# Gran Premio d'Italia 1995
Il Gran Premio d'Italia 1995 fu una gara di Formula 1, disputatasi il 10 settembre 1995 sull'Autodromo nazionale di Monza. Fu la dodicesima prova del mondiale 1995 e vide la vittoria di Johnny Herbert su Benetton-Renault, seguito da Mika Häkkinen e da Heinz-Harald Frentzen.

## Qualifiche

### Risultati
| Pos | N  | Pilota                   | Costruttore/Motore | Tempo    | Gap    |
| --- | -- | ------------------------ | ------------------ | -------- | ------ |
| 1   | 6  | David Coulthard          | Williams-Renault   | 1:24.462 |        |
| 2   | 1  | Michael Schumacher       | Benetton-Renault   | 1:25.026 | +0.564 |
| 3   | 28 | Gerhard Berger           | Ferrari            | 1:25.353 | +0.891 |
| 4   | 5  | Damon Hill               | Williams-Renault   | 1:25.699 | +1.237 |
| 5   | 27 | Jean Alesi               | Ferrari            | 1:25.707 | +1.245 |
| 6   | 14 | Rubens Barrichello       | Jordan-Peugeot     | 1:25.919 | +1.457 |
| 7   | 8  | Mika Häkkinen            | McLaren-Mercedes   | 1:25.920 | +1.458 |
| 8   | 2  | Johnny Herbert           | Benetton-Renault   | 1:26.433 | +1.971 |
| 9   | 7  | Mark Blundell            | McLaren-Mercedes   | 1:26.472 | +2.010 |
| 10  | 30 | Heinz-Harald Frentzen    | Sauber-Ford        | 1:26.541 | +2.079 |
| 11  | 26 | Martin Brundle           | Ligier-Mugen-Honda | 1:27.067 | +2.605 |
| 12  | 15 | Eddie Irvine             | Jordan-Peugeot     | 1:27.271 | +2.809 |
| 13  | 26 | Olivier Panis            | Ligier-Mugen-Honda | 1:27.384 | +2.922 |
| 14  | 29 | Jean-Christophe Boullion | Sauber-Ford        | 1:28.741 | +4.279 |
| 15  | 9  | Massimiliano Papis       | Footwork-Hart      | 1:28.870 | +4.408 |
| 16  | 4  | Mika Salo                | Tyrrell-Yamaha     | 1:29.028 | +4.566 |
| 17  | 3  | Ukyo Katayama            | Tyrrell-Yamaha     | 1:29.287 | +4.825 |
| 18  | 24 | Luca Badoer              | Minardi-Ford       | 1:29.559 | +5.097 |
| 19  | 23 | Pedro Lamy               | Minardi-Ford       | 1:29.936 | +5.474 |
| 20  | 10 | Taki Inoue               | Footwork-Hart      | 1:30.515 | +6.053 |
| 21  | 17 | Andrea Montermini        | Pacific-Ford       | 1:30.721 | +6.259 |
| 22  | 22 | Roberto Moreno           | Forti-Ford         | 1:30.834 | +6.372 |
| 23  | 21 | Pedro Diniz              | Forti-Ford         | 1:32.102 | +7.640 |
| 24  | 16 | Giovanni Lavaggi         | Pacific-Ford       | 1:32.470 | +8.008 |

## Gara

### Resoconto
Durante il giro di ricognizione, il poleman Coulthard va largo alla curva Ascari e finisce nella sabbia: riuscirà a riprendere la gara, ma dovrà partire in ultima posizione. Al via, Schumacher è primo e tiene la posizione su Berger e Alesi, che ha passato Hill. Ma all’uscita dell’Ascari c’è molta sabbia lasciata dalla Williams e le vetture di Papis, Montermini, Lamy e Moreno vanno in testacoda. La direzione corsa sospende la gara all’inizio del secondo giro, proprio mentre Berger aveva superato Schumacher: la procedura di partenza si dovrà ripetere e Coulthard può riprendere la sua prima posizione.

Jean Todt consola il suo pilota Jean Alesi, costretto al ritiro con la sua Ferrari 412 T2 a pochi giri dal termine, quando stava guidando la corsa.

Si riparte e stavolta lo scozzese scatta bene e mantiene il comando. Berger passa Schumacher, che sta davanti a Hill, Herbert e Alesi. Il francese però supera Herbert alla Parabolica e si attacca ad Hill; Herbert, nei giri successivi, viene scavalcato anche da Barrichello e Hakkinen. Coulthard cerca di scappare, ma i quattro alle sue spalle riescono a non far aumentare troppo il gap: Berger è vicino, mentre il terzetto Hill-Schumacher-Alesi è a un secondo e mezzo dall'austriaco. Al 13º giro Coulthard perde il posteriore alla Roggia e finisce nella ghiaia: riuscirà a tornare in pista in sesta posizione, ma la sua monoposto è troppo danneggiata ed è costretto al ritiro.
Passa quindi in testa Berger, che spinge per aumentare il distacco dalla coppia composta da Hill e Schumacher: alla 22ª tornata, il suo vantaggio è di circa 4 secondi. Il giro successivo, tuttavia, i due grandi rivali della stagione precedente sono costretti ad abbandonare la corsa: mentre sta doppiando la Footwork di Inoue alla Biassono, Hill ritarda la frenata e tampona Schumacher, ponendo fine alla gara di entrambi; sceso dalla sua Benetton, Schumacher si reca furibondo da Hill rimproverandolo. Adesso a completare il podio, oltre all'austriaco della Ferrari, ci sono il suo compagno di squadra Alesi e Barrichello. Comincia il valzer dei pit stop: Berger è il primo a fermarsi e la sua sosta, durata 16 secondi, lo pone in lotta con Irvine e Blundell, che lo passano. Alesi rientra ai box un giro dopo e riesce a rientrare in pista davanti all'altra "rossa". Herbert, che fino a quel momento viaggiava in quinta posizione, ritarda il pit stop e grazie a questa mossa scavalca Hakkinen e Barrichello.

Il vincitore Johnny Herbert aggredisce i cordoli del circuito brianzolo a bordo della sua Benetton B195, con cui coglie la sua seconda e ultima affermazione stagionale.

Ora Alesi è primo, davanti a Berger, Herbert, Hakkinen, alla Jordan di Barrichello e alla Sauber di Frentzen. Alla seconda di Lesmo c’è un brutto incidente per la Minardi di Badoer, che va a sbattere contro il guard rail: fortunatamente, non ci sarà nessuna conseguenza per il pilota. La probabile doppietta Ferrari sfuma al 33º giro, a causa di uno dei ritiri più strani mai visti in Formula 1: a causa delle elevate vibrazioni, dall’alettone posteriore della macchina di Alesi si stacca la camera car poco prima della Roggia, diventando un vero proiettile vagante che va a sbattere sulla sospensione anteriore sinistra della vettura di Berger, tranciandola. A causa di questo incidente la FIA metterà subito mano al regolamento tecnico vietando le telecamere montate su appendici aerodinamiche, spostandole sul corpo vettura. Mentre l'austriaco è costretto al ritiro, la Jordan di Irvine sale in zona punti; l'irlandese però si fermerà 7 tornate più tardi per la rottura del motore, sorte condivisa anche dal compagno di squadra Barrichello tre giri dopo.
Alesi amministra la prima posizione alla luce dei suoi 7 secondi di vantaggio su Herbert, che ha messo tra sé e Hakkinen un gap di tutta sicurezza. Quando mancano 10 giri dalla fine si nota del fumo uscire dalla gomma posteriore destra della Ferrari di Alesi: due giri dopo il francese deve rientrare ai box, dove scoprirà che un cuscinetto è andato in fiamme. È il terzo doppio ritiro per le Rosse nel Gran Premio d'Italia dopo quelli delle edizioni del 1974 e del 1992. Vince quindi il "sopravvissuto" Herbert, che conquista il secondo gran premio della sua carriera; alle sue spalle giunge Hakkinen, che regala il primo podio del 1995 alla McLaren; terzo è Frentzen, al primo podio in carriera. Chiudono la zona punti Blundell, Salo e Bouillon, che negli ultimi giri dà vita a un duello con Papis per ottenere l'ultimo piazzamento a punti.

### Risultati
| Pos | N. | Pilota                   | Costruttore/Motore | Giri | Tempo/Ritiro                  | Griglia | Punti |
| --- | -- | ------------------------ | ------------------ | ---- | ----------------------------- | ------- | ----- |
| 1   | 2  | Johnny Herbert           | Benetton-Renault   | 53   | 1:18:27.916                   | 8       | 10    |
| 2   | 8  | Mika Häkkinen            | McLaren-Mercedes   | 53   | +17.779                       | 7       | 6     |
| 3   | 30 | Heinz-Harald Frentzen    | Sauber-Ford        | 53   | +24.321                       | 10      | 4     |
| 4   | 7  | Mark Blundell            | McLaren-Mercedes   | 53   | +28.223                       | 9       | 3     |
| 5   | 4  | Mika Salo                | Tyrrell-Yamaha     | 52   | +1 Giro                       | 16      | 2     |
| 6   | 29 | Jean-Christophe Boullion | Sauber-Ford        | 52   | +1 Giro                       | 14      | 1     |
| 7   | 9  | Massimiliano Papis       | Footwork-Hart      | 52   | +1 Giro                       | 15      |       |
| 8   | 10 | Taki Inoue               | Footwork-Hart      | 52   | +1 Giro                       | 20      |       |
| 9   | 21 | Pedro Diniz              | Forti-Ford         | 50   | +3 Giri                       | 23      |       |
| 10  | 3  | Ukyo Katayama            | Tyrrell-Yamaha     | 47   | +6 Giri                       | 17      |       |
| Ret | 27 | Jean Alesi               | Ferrari            | 45   | Cuscinetti ruota              | 5       |       |
| Ret | 14 | Rubens Barrichello       | Jordan-Peugeot     | 43   | Frizione                      | 6       |       |
| Ret | 15 | Eddie Irvine             | Jordan-Peugeot     | 40   | Motore                        | 12      |       |
| Ret | 28 | Gerhard Berger           | Ferrari            | 32   | Sospensioni                   | 3       |       |
| Ret | 24 | Luca Badoer              | Minardi-Ford       | 26   | Testacoda                     | 18      |       |
| Ret | 1  | Michael Schumacher       | Benetton-Renault   | 23   | Collisione con D.Hill         | 2       |       |
| Ret | 5  | Damon Hill               | Williams-Renault   | 23   | Collisione con M.Schumacher   | 4       |       |
| Ret | 26 | Olivier Panis            | Ligier-Mugen-Honda | 20   | Testacoda                     | 13      |       |
| Ret | 6  | David Coulthard          | Williams-Renault   | 13   | Testacoda                     | 1       |       |
| Ret | 25 | Martin Brundle           | Ligier-Mugen-Honda | 10   | Foratura                      | 11      |       |
| Ret | 16 | Giovanni Lavaggi         | Pacific-Ford       | 6    | Testacoda                     | 24      |       |
| Ret | 23 | Pedro Lamy               | Minardi-Ford       | 0    | Trasmissione                  | 19      |       |
| Ret | 17 | Andrea Montermini        | Pacific-Ford       | 0    | Incidente alla prima partenza | 21      |       |
| Ret | 22 | Roberto Moreno           | Forti-Ford         | 0    | Incidente alla prima partenza | 22      |       |

## Classifiche Mondiali

### Piloti
| Pos | Pilota             | Punti |
| --- | ------------------ | ----- |
| 1   | Michael Schumacher | 66    |
| 2   | Damon Hill         | 51    |
| 3   | Johnny Herbert     | 38    |
| 4   | Jean Alesi         | 32    |
| 5   | David Coulthard    | 29    |

### Costruttori
| Pos | Team             | Punti |
| --- | ---------------- | ----- |
| 1   | Benetton-Renault | 94    |
| 2   | Williams-Renault | 74    |
| 3   | Ferrari          | 57    |
| 4   | McLaren-Mercedes | 21    |
| 5   | Sauber-Ford      | 17    |

- Vengono indicate solo le prime 5 posizioni.